# Misty Circles
Misty Circles è stato il primo singolo estratto dall'album Sophisticated Boom Boom dei Dead or Alive.
Misty Circles è anche il primo singolo realizzato dalla band sotto contratto discografico con la Epic Records (i precedenti singoli erano stati pubblicati sotto etichette discografiche indipendenti).
Il brano risultò essere fortemente impopolare in madrepatria (si classificò in 100ª posizione nella classifica del Regno Unito). Nel 1984 i Dead Or Alive la inclusero come b-side del singolo You Spin Me Round (like a Record). Trascinato dal successo planetario di You Spin Me Round, la canzone Misty Circles riuscì in extremis ad entrare nelle classifiche americane dance, piazzandosi alla posizione numero 4.
Una rara performance della canzone è stata eseguita nello show "Razzmatazz", dove il cantante Pete Burns appare con un look molto simile a quello del rivale Boy George.
Da qui inizierà l'eterna lotta per aggiudicarsi il merito della creazione del look.

## Classifiche
Il brano vanta due primati per i Dead Or Alive: è il primo singolo ad entrare nelle classifiche inglesi, ma allo stesso tempo il singolo che ha ottenuto il piazzamento più basso.
| Nazione                                   | Posizione |
| ----------------------------------------- | --------- |
| Regno Unito                               | 100       |
| Stati Uniti Billboard Hot Dance Club Play | 4         |